# Chloe O’Brian
Chloe O’Brian a 24 című televíziós sorozat egyik szereplője. Mary Lynn Rajskub színésznő alakítja, a 3. évadtól kezdve minden évadban szerepel. Rendszeresen fontos szerepet kap a CTU-ban mint elemző.

## Szereplései
|  | Alább a cselekmény részletei következnek! |

### A 3. évadban
Ebben az évadban kezdi meg elemzői munkáját Chloe a CTU-ban, és hamarosan a legjobb elemzővé lép elő. Saját elemzői irodája van, Jack Bauer irodája mellett. Chloe kedveli Jacket. de már az évad elején fölfigyel Jack idegességére (Jack heroinfüggő lett, mert csak így tudott beépülni Salazarékhoz), és később Jack irodájában kutatva fölfedezi az injekcióstűt, ebből rájön az igazságra, és szól Tony Almeidának, a CTU vezetőjének. Az évad közepe táján Chase Edmuds ügynök rábízza zabigyerekét, hogy gondoskodjon róla egy pár órát. Chloe, jobb ötlete nem lévén behozza a babát a CTU-ba. Nem sokáig tudja titokban tartani a baba ottlétét, lelepleződik. Mivel barátságból nem árulja el, kié a gyerek, félreállítják, nem engedik dolgozni. Természetesen nem sokáig tudják nélkülözni, nagy  szükség lesz rá, amikor Nina Myers egy rendkívül nagy veszélyt jelentő férget szabadít a CTU gépeire. Sikeresen megoldja a problémát, megmenti a CTU-t egy tragédiától. A nap végére mindenki elismeri, hogy mennyire nélkülözhetetlen a CTU számára.

### A 4. évadban
Ebben az évadban Chloe már az elemzők vezetőjévé lép elő, és még szorosabb barátságot köt Jack-kel. Továbbra is hasznos a CTU számára, ám inkább Jack-hez hűséges, mint Erin Driscoll-hoz, a CTU új vezetőjéhez, ezért Driscoll elküldi őt a CTU-tól. Később változik a vezetőség, Driscoll helyére Michelle Dessler-t nevezik ki, ő pedig visszahívja Chloe-t a CTU-hoz. Chloe az egész évad során marakodik egy Edgar Stiles nevű új elemzővel. Chloe Edgart „pancsernek, de jó fejnek tartja”, az évad vége felé összebékülnek. Chloe-t kiküldik terepre, pedig ő gyűlöli a terepmunkát. Edgar szívesen menne helyette, de a vezető, Bill Buchanan szerint Chloe a legjobb elemző a CTU-ban. Mikor Edgar ezt megmondja Chloe-nak, Chloe elismeri, „így van”. Chloe terepküldetése során veszélybe kerül, megtámadják őt, ám sikeresen kivágja magát ebből a csávából is, lelövi a támadót. Az évad végén Chloe tanúja lesz Jack Bauer "álhalálának".

### Az 5. évadban
Chloe továbbra is az elemzők vezetője, viszonyt kezd egyik beosztottjával, Spenser Wolff-fal. Az évad első részében megpróbálják megölni Chloe-t, Jack azonban megmenti őt. Cserébe segít Jacknek bejutni Wayne Palmer házába. Mivel a CTU (tévesen) körözi Jacket, Chloe-t elfogják, mert segített Jacknek. Beviszik a CTU-ba, ahol elmondj az igazságot Jack-ról, és megbocsátják bűneit. A terroristák elfoglalnak egy repülőteret, ahol túszul esik Jack pártfogoltja, Derek Huxley is. Derek lenne az egyik áldozat, akit a terroristák kivégeznek, de Chlor segítségével sikerül megmenteni őt. Chloe az évad 6. részében rádöbben, hogy Spenser Wolff beosztottja áruló, és leleplezi. Az évad közepe táján ideggázzal támadják meg a CTU-t, ahol áldozatul esk Chloe jó barátja, Edgar Stiles is. Ez nagy trauma Chloe-nak, ám ő túlteszi magát ezen, és segít megmenekülni a többi bentrekedt embernek. Megjelenik Kim Bauer, aki Jack lánya. Kiderül, hogy amíg Jack önkéntes száműzetésének hónapjait töltötte, addig Chloe rendszeresen szállította a híreket Jacknek Kimről. Az évad végén az orosz terroristák támadást terveznek. Jack és csapata egy merevlemezt szerez az egyik terrorista-vezetőtől, Chloe megfejti, mi van a lemezen. Kiderül, hogy a terroristák egy orosz tengeralattjárót készülnek megtámadni. Döbbenetes eseményre derül fény: kiderül, hogy Charles Logan együttműködik a terroristákkal, nagyrészt neki möszönhetők azok a borzalmas dolgok, amelyek ma történtek. Jack egy felvételt próbál megszerezni amely bizonyítja Logan elnök bűnösségét. Chloe nagyon sokat segít Jack-nek abban, hogy megkerüljön ez a felvétel. Az évad végén megjelenik Chloe volt férje, Morris O' Brian. Az ő kapcsolatuknak a 6. évadban lesz szerepe.

### A 6. évadban
Chloe továbbra is elmaradhatatlan szereplője a CTU-beli életnek. Újra összejön volt férjével, Morris-sal. Az ő kapcsolatuk rendkívül vidám és humoros eseményekkel fűszerezi a sorozat történéseit. Miután Jack visszatér a kínai börtönből, melyben 2 évig raboskodott, Chloe továbbra is segít neki. A CTU feladata ebben az évadban, hogy megkeresse az atombombákat, melyek Abu Fayed terrorista tulajdonában vannak. Ez sikerül, és Chloe elemzői tudása nagyban hozzájárul a sikerhez. Az évad végén feltűnik Jack elrabolt szerelme, Audrey Reines, aki a kínaiaknál van. Chloe titokban segít Jacknek, ezzel maga ellen fordítja Bill Buchanan-t, a CTU vezetőjét, aki már nem bízik benne, ezért félreállítja őt. Később persze visszahelyezik, nem tudják nélkülözni tudását. Chloe az évad utolsó előtti része végén elájul, kiderül, hogy terhes.
|  | Itt a vége a cselekmény részletezésének! |